# TTL 7400

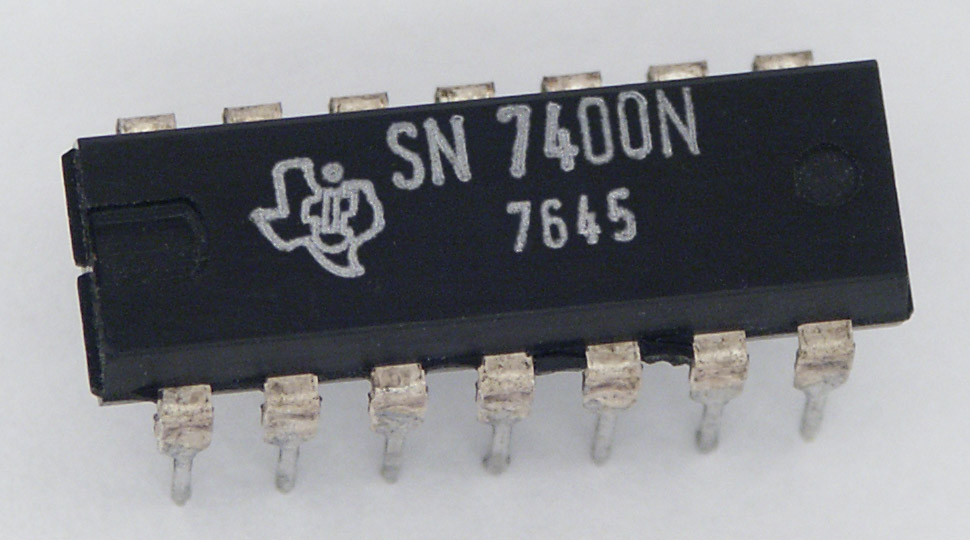
Circuito integrado SN7400N da Texas Instruments

Diagrama de pinos de um circuito integrado 7400

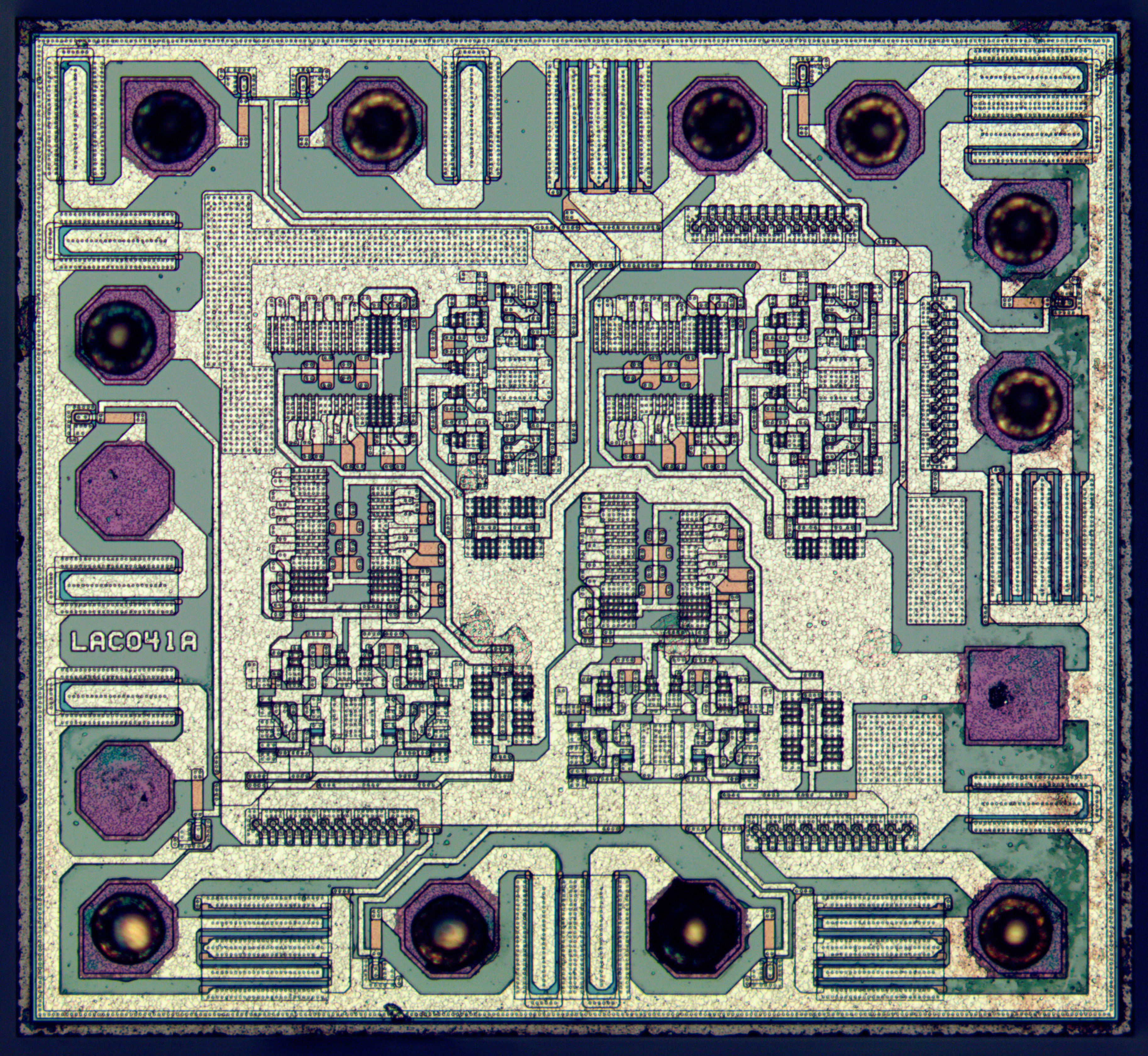
Um die de circuito integrado 74AHC00D

O circuito TTL 7400 é um dispositivo de lógica transistor-transistor (TTL) que contém quatro portas NAND de duas entradas cada. As portas apresentam funcionamento independente. É encapsulado em um invólucro DIP de 14 pinos. O consumo médio por circuito integrado é da ordem de 12mA.
Este circuito integrado consiste em quatro portas NAND TTL que podem ser usadas de forma independente com alimentação de 5 V. A saída de cada porta vai ao nível alto quando ambas as entradas estiverem no nível baixo.